# Ramaa: The Saviour
Pour plus de détails, voir Fiche technique et Distribution.
Ramaa: The Saviour est un film indien de Bollywood réalisé par Hadi Abrar, sorti en 2010. 

## Synopsis
Tout en jouant un jeu vidéo sur la télévision, l'école des enfants sont mystérieusement transportés sur une île préhistorique.

## Fiche technique
- Titre : Ramaa: The Saviour
- Réalisation : Hadi Abrar
- Scénario : Reshu Nath
- Musique : Suhas Shetty et Siddhartth
- Photographie : Sejal Shah
- Montage : Kabir Shukla
- Production : Abdul Aziz Barudgar
- Société de production : God Willing Entertainment
- Pays :  Inde
- Genre : Action, aventure, drame et fantastique
- Durée : 120 minutes
- Dates de sortie : 
  -  Inde : 12 novembre 2010

## Distribution
- Sahil Khan : Ramaa
- Tanushree Dutta : Samaraa
- Koustov Ghosh : Rohan
- Ananya Shukla : Komal
- Ishita Panchal : Riddhi
- Nikhil Nandwani : Sameer
- Zankhi Pabari : Sanjh
- Taleb Ibrahim : Kaali
- Gurpreet Chadha : Professeur
- The Great Khali : Vali
- Brian Dowcan : Vieil homme